# Równia pod Śnieżką

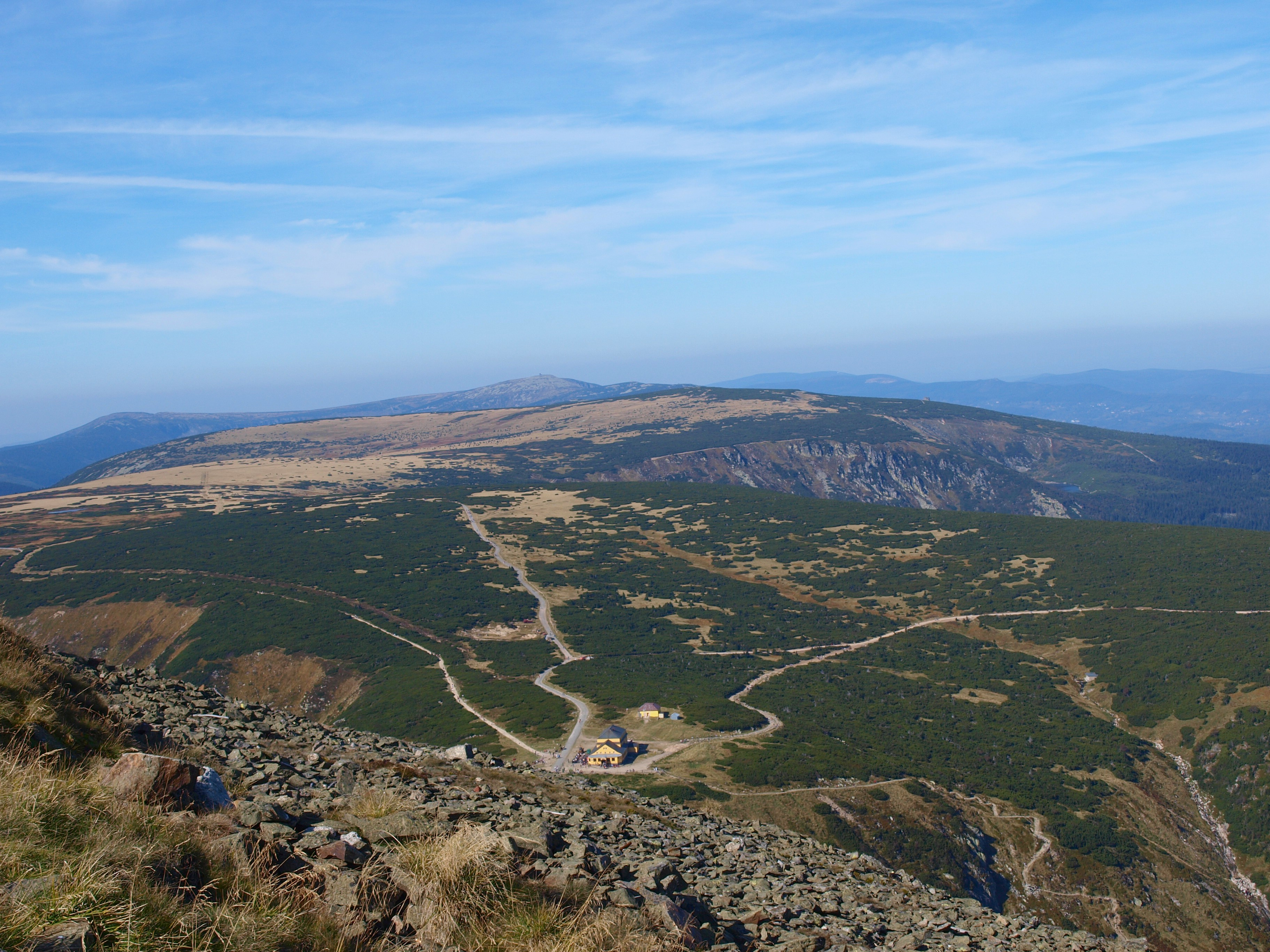
Blick von der Schneekoppe

Równia pod Śnieżką (Koppenplan) ist eine subalpine Hochebene im Riesengebirge in der Nähe der Städte Karpacz (Krummhübel) und Pec pod Sněžkou (Petzer). Sie liegt an der Grenze zu Tschechien, fast vollständig auf polnischer Seite.

## Lage
Das Hochplateau zwischen dem Kamm des Studniční hora (Brunnberg) im Westen und dem Kegel der Schneekoppe im Osten liegt auf einer Höhe von 1400-1450 m auf dem Hauptkamm des Riesengebirges. Es ist etwa 1500 Meter lang und 800 Meter breit und wird außer an der Kammlage von Gletscherkaren begrenzt. Im Nordosten vom Kocioł Łomniczki (Melzergrund), im Nordwesten vom Gletscherkessel am Karsee Mały Staw und im Süden vom Obří důl (Riesengrund). Im Südwesten schließt sich eine weitere Hochebene an, die seit Jahrhunderten unter dem deutschen Namen Weiße Wiese (tschech. Bílá louka, poln. Biała Łąka) bekannt ist. Die Unterscheidung beider Gebiete ist nicht immer ganz eindeutig.

## Hydrologie

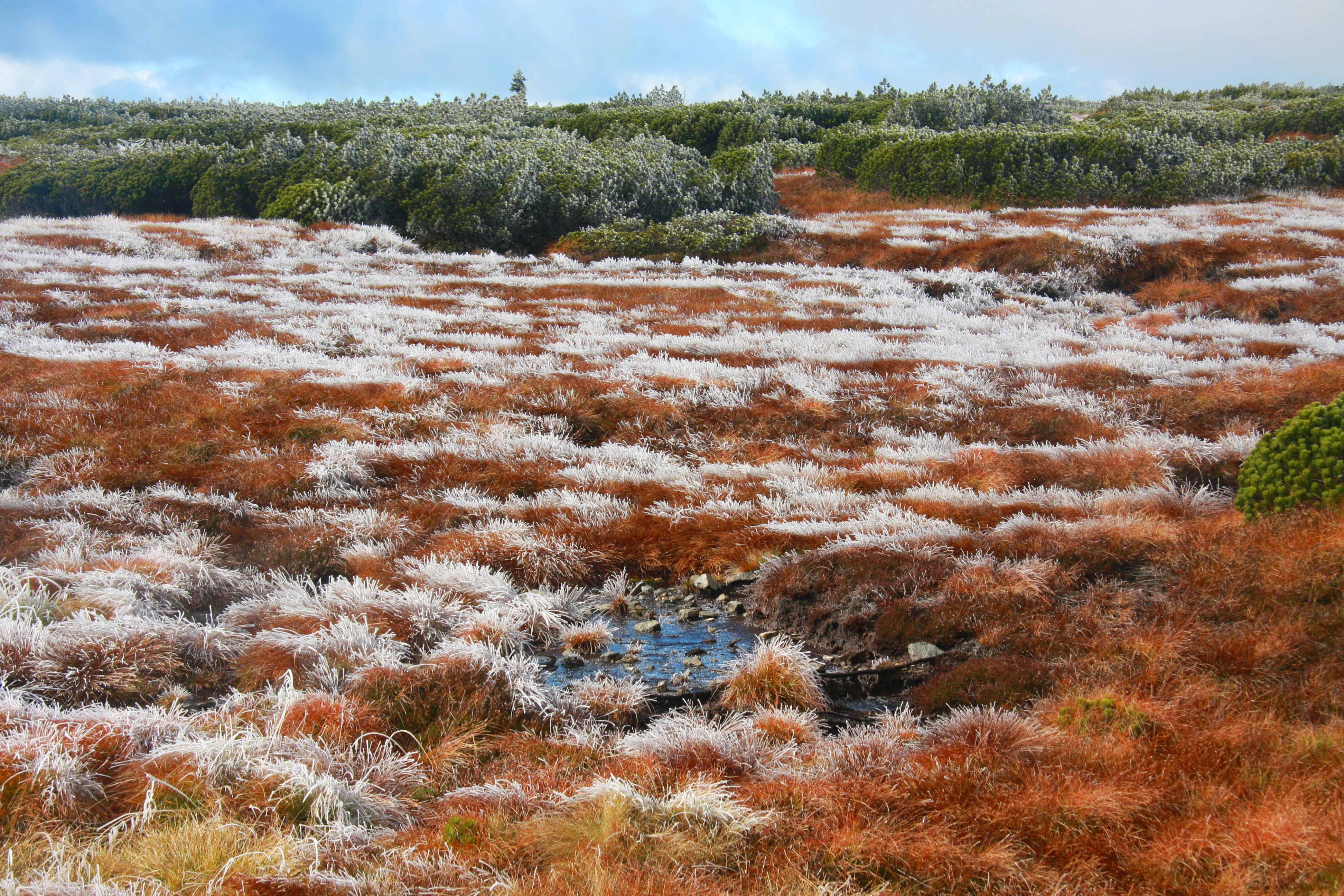
Torfmoor am Koppenplan

Das geringe Gefälle hat die Bildung eines Gebirgsregenmoors begünstigt und die Lage auf dem Riesengebirgs-Hauptkamm, der die Wasserscheide zwischen Elbe und Oder bildet, hat die äußerst wasserreiche Ebene zum Quellgebiet mehrerer Flüsse werden lassen.
Hier nimmt die Łomnica (Große Lomnitz) ebenso ihren Anfang wie ihre Nebenflüsse Złoty Potok (Große Seifen), der die Seifengrube entwässert und Łomniczka (Kleine Lomnitz), die im Melzergrund über eine Kaskade von Wasserfällen 300 Meter ins Tal stürzt. Die Łomnica ist ein Nebenfluss des Bober und daher gehören diese Gewässer zum Flusssystem Oder.
Am südwestlichen Rand entspringt die Úpa (Aupa), die über die Aupafälle (Horní / Dolní Úpský vodopád) und den Riesengrund den Weg zur Elbe nimmt. Viele kleine Wasseradern, die sich kaum in die Landschaft einschneiden, fließen in die benachbarte Weiße Wiese. Das ebenfalls sumpfige Gebiet liegt zwischen Luční hora (Hochwiesenberg) und Hraniční hřeben (Grenzkamm) unterhalb des Brunnbergs und bildet das Quellgebiet der Bílé Labe (Weißwasser), dem ersten großen Nebenfluss der Elbe.

## Flora, Fauna und Naturschutz
Der größte Teil des Gebiets ist von niedrigen Latschen überwuchert; die dazwischen liegenden Moorflächen, wo Seggen und Binsen den charakteristischen Torfmoosrasen (Klasse: Eriophoro-Trichophoretum cespitosi) bilden, haben durchschnittlich einen Durchmesser von 50 Metern. Als Zeigerart für Bodennässe gedeiht hier der Wiesen-Knöterich.
Vogelfreunde können das Rotsternige Blaukehlchen beobachten. Zumindest gilt dies für das Männchen, denn das Weibchen ist mit seinem rotbraunen Gefieder perfekt an die Umgebung angepasst. Das Gebiet gehört zum polnischen Nationalpark Karkonoski Park Narodowy (KPN) und die befestigten Wege dürfen nicht verlassen werden. Ähnliches gilt für den tschechischen Nationalpark Krkonošský národní park (KRNAP), der sich im Süden anschließt.

## Geschichte
Über den Koppenplan führte der Schlesierweg, eine alte Handelsstraße, die schon Mitte des 12. Jahrhunderts von Vrchlabí (Hohenelbe) aus, die Salzlagerstätten im Böhmischen Becken mit den schlesischen Städten Krummhübel (Karpacz), Hirschberg (Jelenia Góra) und Bad Schmiedeberg (Kowary) verband. Der Weg trug nicht unwesentlich zur Besiedelung des Riesengebirges bei und wo der Schlesierweg auf der Weißen Wiese am Quellgebiet der Weißwasser vorüberführt, entstand die erste Bergbaude im Riesengebirge, die Wiesenbaude.

## Tourismus
Hier treffen sich der Sudeten-Hauptwanderweg (Główny Szlak Sudecki) aus dem Melzergrund, der Weg der polnisch-tschechischen Freundschaft (Kammweg) und aus dem Riesengrund der Šourek-Weg, benannt nach dem tschechischen Botaniker Josef Šourek.
In der Nähe befinden sich vier Bergbauden: Das Schlesierhaus (Śląski Dom), die Kleine Teichbaude (Samotnia) und die Hampelbaude (Strzecha Akademicka) in Polen sowie die Wiesenbaude (Luční bouda) in Tschechien.